# Гонес
Гоне́с (фр. Gonez, окс. Gonés) — коммуна во Франции, находится в регионе Юг — Пиренеи. Департамент — Верхние Пиренеи. Входит в состав кантона Пуйастрюк. Округ коммуны — Тарб.
Код INSEE коммуны — 65204.

## География

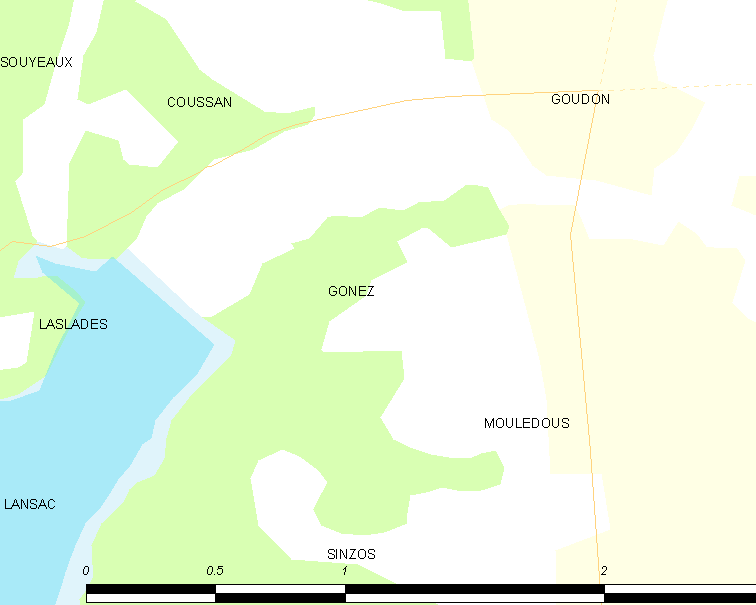
Карта коммуны

Коммуна расположена приблизительно в 650 км к югу от Парижа, в 110 км юго-западнее Тулузы, в 12 км к востоку от Тарба.
Коммуна расположена в местности Бигорр. По территории коммуны протекает река Аррет-Дарре, а на западе расположено одноимённое водохранилище, образованное плотиной.

## Климат
Климат умеренно-океанический с солнечной тёплой погодой и обильными осадками на протяжении практически всего года.

## Население
Население коммуны на 2010 год составляло 33 человека.
| 1962 | 1968 | 1975 | 1982 | 1990 | 1999 | 2010 |
| ---- | ---- | ---- | ---- | ---- | ---- | ---- |
| 36   | 30   | 36   | 33   | 35   | 31   | 33   |

## Администрация
| Период | Период | Фамилия    | Партия | Примечания |
| ------ | ------ | ---------- | ------ | ---------- |
| 2001   | 2008   | Роже Гей   |        |            |
| 2014   | 2020   | Лоран Марк |        |            |

## Экономика
В 2010 году среди 23 человек трудоспособного возраста (15-64 лет) 16 были экономически активными, 7 — неактивными (показатель активности — 69,6 %, в 1999 году было 77,8 %). Из 16 активных жителей работали 16 человек (10 мужчин и 6 женщин), безработных не было. Среди 7 неактивных 4 человека были учениками или студентами, 2 — пенсионерами, 1 был неактивным по другим причинам.